# My Beautiful Laundrette
Pour plus de détails, voir Fiche technique et Distribution.
My Beautiful Laundrette est un film britannique réalisé par Stephen Frears, sorti en 1985.
À l'origine commandé pour la télévision, il sera jugé assez intéressant pour sortir au cinéma. Le scénario est signé par Hanif Kureishi.

## Synopsis
Un jeune immigré pakistanais en Angleterre, Omar, cherche à exploiter une laverie automatique, avec l'aide de son oncle et d'un ami d'enfance, Johnny, qui devient son amant.
Le film s'ouvre sur l'évacuation d'un squatt par les hommes de main du propriétaire, posant d'emblée le propos. Les auteurs traitent à la fois de la situation sociale sous le gouvernement Thatcher, du racisme et de la diversité culturelle, ainsi que de l'homosexualité.
Les personnages sont complexes. Omar est à la fois attaché à sa famille et ambitieux, intéressé et même revanchard : « Je suis content de te voir laver mon carrelage ! » dit-il à Johnny qui effectivement assure tout le travail manuel de la boutique. Johnny quitte sa bande de skins patriotes grâce à son amour pour Omar mais aussi par désir de quitter la galère dans laquelle il végète depuis toujours. L'oncle d'Omar, Nasser, mène une vie familiale traditionnelle mais a une maîtresse occidentale Rachel ; il est de plus féroce en affaires et explique au début à Omar comment collectionner les aides sociales. Sélim, cousin d'Omar, seconde Nasser et arrondit ses revenus par un trafic de drogue dans lequel il tente d'impliquer Omar ; il reçoit une sévère correction des ex-amis de Johnny après avoir tenté d'en écraser un avec sa voiture, incivilité dont les conséquences seront le saccage de la laverie. Tania, la cousine d'Omar, se veut moderne (elle donne quand même dans la sorcellerie) mais tente de séduire son cousin et même Johnny.

## Fiche technique
- Titre : My Beautiful Laundrette
- Réalisation : Stephen Frears
- Scénario : Hanif Kureishi
- Photographie : Oliver Stapleton
- Musique : Stanley Myers et Hans Zimmer (sous le pseudo Ludus Tonalis)
- Montage : Mick Audsley
- Casting : Debbie McWilliams
- Décors : Hugo Luczyc-Wyhowski
- Costume : Lindy Hemming
- Maquillage : Elaine Carew
- Coiffure : Wendy Rawson
- Producteurs : Sarah Radclyffe (en) et Tim Bevan
- Sociétés de production : Working Title Films, SAF Productions et Film4 Productions
- Pays :  Royaume-Uni
- Langue : anglais, ourdou
- Durée : 97 minutes
- Genre : Comédie dramatique
- Dates de sortie :
  - Royaume-Uni : 18 août 1985 (Festival international du film d'Édimbourg) (première mondiale), 7 novembre 1985 (nationale)
  - France : 3 septembre 1986

## Distribution
- Daniel Day-Lewis : Johnny
- Richard Graham : Genghis
- Winston Graham : Jamaican One
- Dudley Thomas : Jamaican Two
- Derrick Branche (en) : Salim
- Garry Cooper (en) : Squatter
- Gordon Warnecke : Omar
- Roshan Seth : Papa Hussein
- Saeed Jaffrey : Nasser
- Shirley Anne Field : Rachel
- Charu Bala Chokshi : Bilquis (as Charu Bala Choksi)
- Souad Faress (en) : Cherry
- Rita Wolf (en) : Tania
- Persis Maravala : Nasser's Elder Daughter
- Nisha Kapur : Nasser's Younger Daughter
- Neil Cunningham : Englishman
- Walter Donohue : Dick O'Donnell
- Gurdial Sira : Zaki
- Stephen Marcus : Moose
- Dawn Archibald : Gang Member One
- Jonathan Moore : Gang Member Two
- Gerard Horan : Telephone Man
- Ram John Holder (en) : Poet
- Bhasker Patel : Tariq (as Bhasker)
- Ayub Khan-Din (en) : Student (as Ayub Khan Din)
- Dulice Liecier (en) : Girl in Disco (as Dulice Leicier)
- Badi Uzzaman (en) : Dealer
- Chris Pitt : Kid One
- Kerryann White : Kid Two
- Colin Campbel : Madame Butterfly Man
- Sheila Chitnis : Zaki's Wife
- Persis Khambatta : (non-créditée)

## Distinctions
My Beautiful Laundrette a été nommé en 1987 pour un Oscar du meilleur scénario original

## Etudes universitaires
- Lionel Souquet, « Kitsch, classes sociales et multiculturalisme dans My Beautiful Laundrette (Stephen Frears, 1985) », Revue LISA/LISA e-journal [En ligne], vol. XV-no 1 | 2017, mis en ligne le 7 septembre 2017, URL : http://lisa.revues.org/9054